# Brian Levant
Brian Michael Levant (Highland Park, Illinois, EE. UU., 6 de agosto de 1952) más conocido como Brian Levant, es un productor, director y escritor estadounidense conocido generalmente por dirigir las películas Jingle All the Way, Beethoven, Are We There Yet? y Los Picapiedra. 
Se graduó en la universidad de Nuevo México y recibió críticas positivas al dirigir su primer éxito Beethoven, luego dirigió otras películas conocidas, como Los Picapiedra y Jingle All The Way. Entre 2009 y 2010 dirigió dos películas de televisión: Scooby-Doo: El misterio comienza y Scooby-Doo! Curse of the Lake Monster.

## Filmografía
| Año  | Película                                       | Director | Productor | Escritor | Notas                                        |
| ---- | ---------------------------------------------- | -------- | --------- | -------- | -------------------------------------------- |
| 1991 | Problem Child 2                                | Sí       |           |          |                                              |
| 1992 | Beethoven                                      | Sí       |           |          |                                              |
| 1994 | Los Picapiedra                                 | Sí       |           |          |                                              |
| 1995 | Problem Child 3                                |          | Sí        |          |                                              |
| 1996 | Jingle All the Way                             | Sí       |           |          | Nominada a un premio Razzie al peor director |
| 1997 | Leave It to Beaver                             |          |           | Sí       |                                              |
| 2000 | Los Picapiedra en Viva Rock Vegas              | Sí       |           |          |                                              |
| 2002 | Snow Dogs                                      | Sí       |           |          |                                              |
| 2005 | Are We There Yet?                              | Sí       |           |          |                                              |
| 2008 | Beethoven's Big Break                          |          |           | Sí       |                                              |
| 2009 | Scooby-Doo: El misterio comienza               | Sí       | Sí        |          |                                              |
| 2010 | The Spy Next Door                              | Sí       |           |          |                                              |
| 2010 | Scooby-Doo: La maldición del Monstruo del Lago | Sí       | Sí        |          |                                              |
| 2012 | A Christmas Story 2                            | Sí       | Sí        |          |                                              |
| 2014 | Sophia Grace & Rosie's Royal Adventure         | Sí       | Sí        |          |                                              |
| 2016 | The Game of Love                               |          | Sí        | Sí       |                                              |
| 2017 | Max 2: White House Hero                        | Sí       |           |          |                                              |